# Het strand van Sainte-Adresse
Het strand van Sainte-Adresse (Frans: La plage de Sainte-Adresse) is een schilderij van Claude Monet. Hij schilderde het in de zomer van 1867 in de stijl van zijn leermeester Eugène Boudin. Op de tweede tentoonstelling van de impressionisten in 1876 was het werk voor de eerste keer te zien. Sinds 1933 maakt het deel uit van de collectie van het Art Institute of Chicago.

## Voorstelling
Monet brengt de zomer van 1867 door bij zijn familie in Sainte-Adresse, een badplaats vlak bij Le Havre. Geldzorgen hebben hem uit Parijs verdreven, waar hij zijn zwangere vriendin Camille Doncieux achter moest laten. In augustus bevalt zij van hun eerste zoon Jean, waarvoor Monet een paar dagen teruggaat naar Parijs. Ondanks deze zorgen blijft hij in Sainte-Adresse in hoog tempo schilderijen maken.
Door de ontwikkeling van de spoorwegen werden de stranden van Normandië in de negentiende eeuw een populaire bestemming voor de Parijse bourgeoisie. Eenvoudige vissersplaatsjes als Sainte-Adresse veranderden daardoor snel in chique badplaatsen. Het strand van Sainte-Adresse en Regatta bij Sainte-Adresse (Metropolitan Museum of Art in New York), waarmee het een paar vormt, laten iets van die overgang zien. Beide schilderijen hebben dezelfde afmetingen en nagenoeg hetzelfde gezichtspunt. Op het schilderij in New York zijn de vissers aan de waterlijn echter vervangen door chique badgasten die genieten van de zon en de bootraces. Ook het getij is van eb in vloed verandert. Onderzoek met infrarood en röntgenstraling heeft aangetoond dat Monet de vissers pas later op het strand heeft geschilderd. Oorspronkelijk waren ook op dit schilderij toeristen en plezierjachten afgebeeld. Hoewel het onwaarschijnlijk is dat de schilder een sociaal programma tot uitdrukking wilde brengen - beide schilderijen werden nooit samen tentoongesteld - voegde Monet hier aan zijn werkwijze om hetzelfde landschap onder verschillende condities te schilderen een sociale component toe.

## Herkomst
- 28 februari 1873: Monet verkoopt het werk aan Paul Durand-Ruel, Parijs.
- 1876: verkocht aan de bariton en verzamelaar Jean-Baptiste Faure in Parijs.
- 9 januari 1893: terugverkocht aan Durand-Ruel voor 7.000 frank.
- 17 januari 1893: verkocht aan Henri Véver, Parijs.
- 1-2 februari 1897: verkocht aan Gustave Kahn voor 9.000 frank.
- 1920: in bezit van de kunsthandels Durand-Ruel en Bernheim-Jeune.
- 1923: in bezit van mevrouw Lewis Coburn, geboren Annie Swan, Chicago.
- 1933: nagelaten aan het Art Institute.

## Afbeeldingen

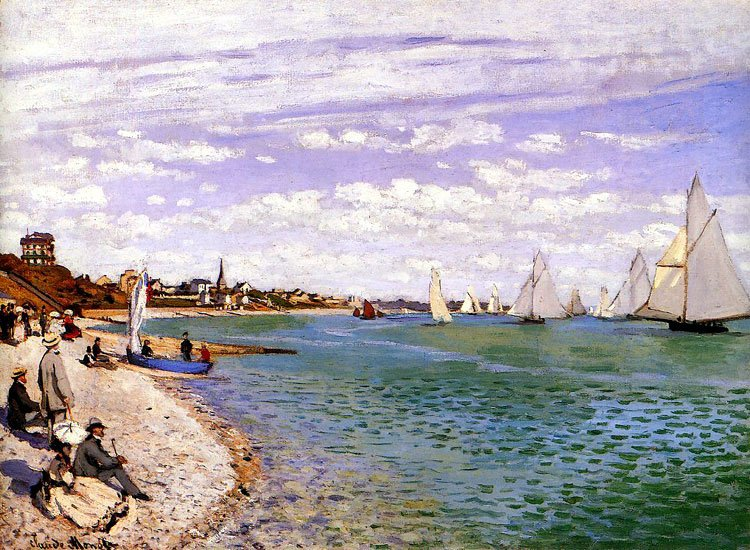
Regatta bij Sainte-Adresse (1867)